# Unleashed Memories
Unleashed Memories (englisch für „Entfesselte Erinnerungen“) ist das zweite Studioalbum der italienischen Alternative-Metal-Band Lacuna Coil, das im Januar 2001 erschien.

## Entstehung und Veröffentlichung
Die Erstveröffentlichung von Unleashed Memories erfolgte am 18. Januar 2001 bei Century Media. Das Album erschien in seiner Originalausführung als CD mit zehn Titeln (Katalognummer: 77360-2). In Japan erschien das Album mit vier Bonustiteln (Katalognummer: VICP-61322) und in den Vereinigten Staaten mit fünf Bonustiteln (Katalognummer: 8060-2). Am 27. August 2021 erschien das Album erstmals als LP-Ausführung bei Alone Records (Katalognummer: AR113LP).

## Inhalt
To Live Is to Hide beschreibt, dass es für die Menschen kaum noch möglich ist, sich selbst zu verwirklichen, da die Gesellschaft zu viele Regeln aufgestellt hat. Senzafine ist eine Neuaufnahme des Liedes von der Halflife-EP. Gegenüber der EP enthält das Lied einen leicht veränderten Text. Außerdem ist das Lied so arrangiert, wie es ursprünglich geschrieben wurde. Die Bedeutung des Liedtitels 1.19 wurde von der Band nie genau erklärt. Laut Cristina Scabbia beschreibt der Titel die Entfernung zwischen zwei Plätzen. Das Lied Distant Sun schrieb Cristina Scabbia für eine Freundin, die einen ihr nahestehenden Menschen auf tragische Weise verloren hat.
Titelliste
1. Heir of a Dying Day – 4:59
2. To Live Is to Hide – 4:34
3. Purify – 4:36
4. Senzafine – 3:53
5. When a Dead Man Walks – 5:54
6. 1.19 – 4:58
7. Cold Heritage – 5:23
8. Distant Sun – 5:29
9. A Current Obsession – 5:20
10. Wave of Anguish – 4:40

## Rezensionen
Das deutsche Magazin Metal Hammer kürte Unleashed Memories zum „Album des Monats“. Laut Robert Müller schafft es die Band, „Metal zu machen, der gotisch, emotional und düster melancholisch klingt, ohne dabei ausgetretenen Pfaden zu folgen“. Laut Wolfgang Schäfer vom Rock Hard hat sich die Band „nicht nur musikalisch weiterentwickelt, sondern sind auch als Songwriter hörbar gereift“. Schäfer vergab neun von zehn Punkten. Andy Hinds vom Onlinemagazin Allmusic schrieb in seiner Kritik, dass die Band „aus der stilistischen Zwangsjacke ausbrechen konnte“.

## Chartplatzierungen
Unleashed Memories platzierte sich eine Woche in den deutschen Albumcharts und erreichte dabei Rang 72 am 12. Februar 2001.
| ChartsChartplatzierungen | Höchstplatzierung | Wochen |
| ------------------------ | ----------------- | ------ |
| Deutschland (GfK)        | 72 (1 Wo.)        | 1      |